# Norma Aleandro

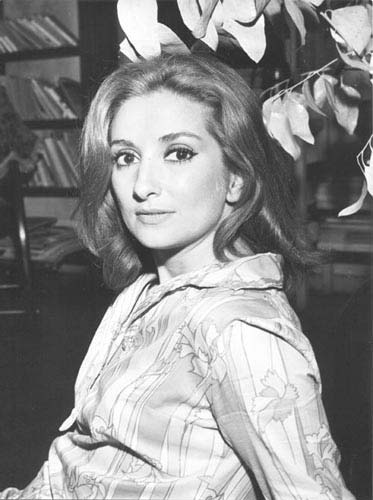
Norma Aleandro, 1950er-Jahre

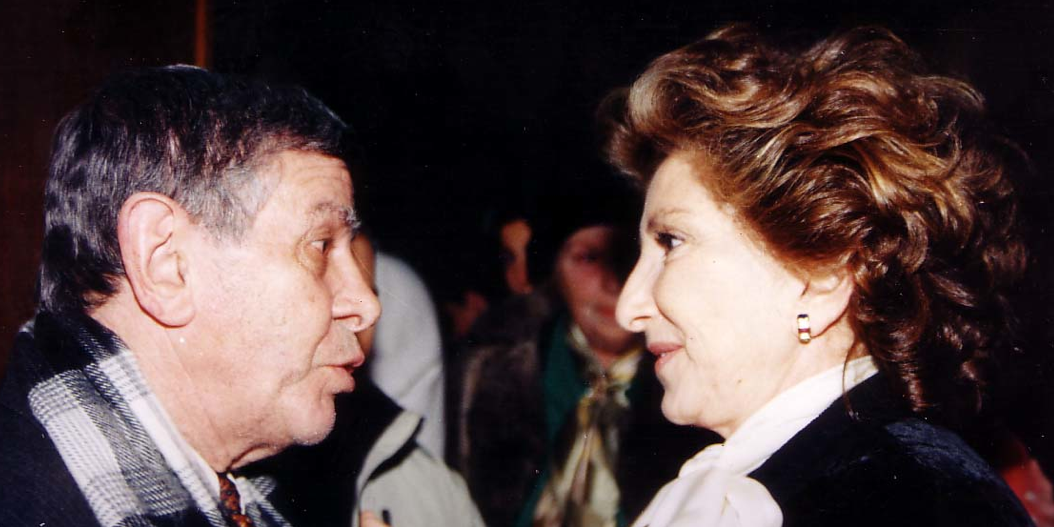
Norma Aleandro mit Francisco Rinaldi

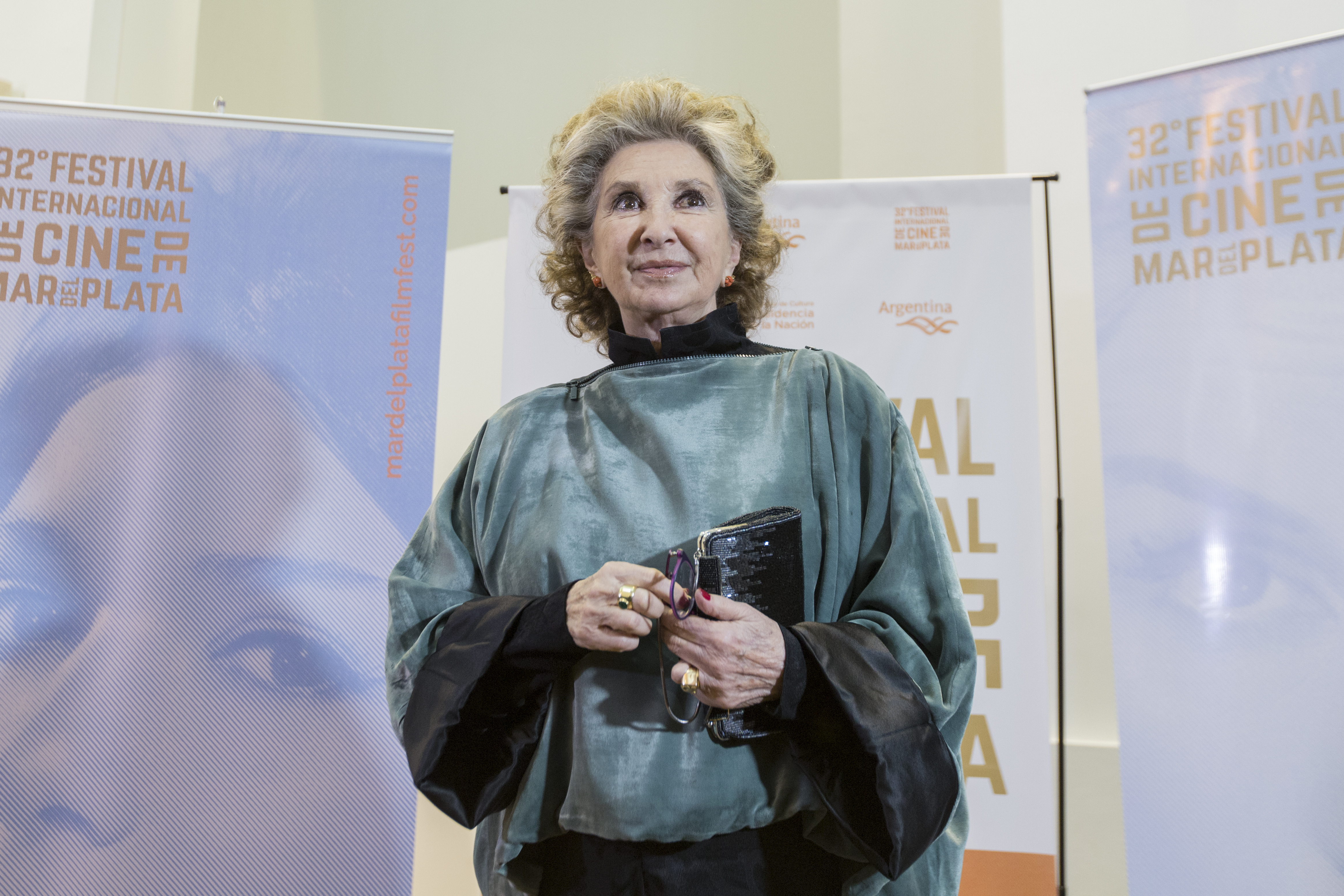
Norma Aleandro, 2017

Norma Aleandro (* 2. Mai 1936 in Buenos Aires; eigentlich Norma Aleandro Robledo) ist eine argentinische Schauspielerin, Dramatikerin und Theaterregisseurin. Durch eine erfolgreiche, mehrere Jahrzehnte währende Bühnenkarriere und Auftritte in über 50 Filmen, gilt sie als „Grande Dame“ des argentinischen Theaters und Kinos.

## Biografie

### Ausbildung und Arbeit als Theaterschauspielerin
Norma Aleandro wurde 1936 in Buenos Aires als Norma Aleandro Robledo in eine Theaterfamilie hineingeboren. Als Tochter des Schauspielerpaares María Luisa Robledo (1912–2005), einer gebürtigen Madrilenin, und Pedro Aleandro (1910–1985) begann sie bereits mit neun Jahren, mit der elterlichen Theatergruppe aufzutreten. María Vaner (1935–2008), ihre ein Jahr ältere Schwester, war ebenfalls eine in Argentinien bekannte Schauspielerin. Mit 13 Jahren reifte in Aleandro der Wunsch, ebenfalls den Schauspielberuf zu ergreifen. Darin wurde sie von ihrer Großmutter mütterlicherseits bestärkt.
Nach einem Schauspielstudium avancierte Aleandro durch Auftritte in bekannten spanischen Stücken von Miguel de Cervantes, Lope de Vega und Tirso de Molina, klassischen Bühneninszenierungen von Euripides und Molière oder moderneren Stoffen von Ingmar Bergman (Szenen einer Ehe), Terrence McNally (Master Class, 1997), Arthur Miller, Eugene O’Neill (Eines langen Tages Reise in die Nacht) und Tennessee Williams zu einer der führenden südamerikanischen Schauspielerinnen und zur „Grande Dame“ des argentinischen Theaters. Obwohl sie sich selbst als „geborenen Clown“ einschätzt, wechselt die Schauspielerin gern zwischen komödiantischen, dramatischen oder tragischen Rollen. Sie bevorzugt es kleine, aber komplexe Charaktere zu verkörpern: „Ich mag Charaktere, die sich von meiner Persönlichkeit unterscheiden“, so Aleandro. Parallel zur Arbeit auf der Bühne, wo sie auch als Regisseurin und Dramatikerin wirkte, begann sie ab den frühen 1950er-Jahren, in Filmen wie Leo Fleiders La muerte en las calles (1952) auch im argentinischen Kino Fuß zu fassen. Ab Anfang der 1960er-Jahre trat Aleandro regelmäßig in argentinischen Fernsehserien in Erscheinung.

### Exil und Rückkehr nach Argentinien
In den frühen 1970er Jahren begann Norma Aleandro vermehrt in Filmproduktionen zu agieren, wie etwa in Leopoldo Torre Nilssons Drama Güemes – la tierra en armas (1971) oder Sergio Renáns Oscar-nominiertem Melodram Der Waffenstillstand (1974), während sie für David Stivels Berlinale-Beitrag Der Erbstreit (1970) am Drehbuch mitschrieb. Im Jahr 1976 kam es in Argentinien zum Umsturz der Regierung und unter Jorge Rafael Videla zur Errichtung einer Militärdiktatur. Aufgrund ihrer liberalen Ansichten war Aleandro gezwungen, im Juni desselben Jahres ihre Heimat zu verlassen. Zuvor hatte eine Tränengasexplosion in einem Theater an der Avenida Corrientes, in dem sie sich auf das Stück Sobre el Amor y Otras Cuentos vorbereitete und ein Explosionsanschlag auf ihr Zuhause stattgefunden. Aleandro lebte daraufhin 18 Monate in Uruguay, um ihre Angelegenheiten in Ordnung zu bringen. 1978 emigrierte sie mit ihrem zweiten Ehemann und Kind für fünf Jahre nach Madrid, nachdem die Familie aus Verkäufen an 30.000 US-Dollar gelangt war. Im spanischen Exil, in dem weitere Argentinier Zuflucht gefunden hatten, litt Aleandro unter der Trennung von ihrer Familie. Vater und Schwester waren in Argentinien geblieben, wo beide ein Berufsverbot erhalten hatten. Erst nach dem Fall der Junta-Regierung kehrte die Schauspielerin 1982 in ihr Heimatland zurück (anderen Angaben zufolge bereits im Februar 1981, da ihr Sohn nach Argentinien zurückgekehrt war, um seinen Militärdienst abzuleisten).
Zwei Jahre später ebnete ihr die weibliche Hauptrolle in Luis Puenzos Kinoproduktion Die offizielle Geschichte (1984), neben Héctor Alterio, mit dem sie im Verlauf ihrer Karriere mehrfach zusammenarbeitete, den Durchbruch als Filmschauspielerin. In dem Drama ist sie als linientreue Geschichtslehrerin und Adoptivmutter Alicia zu sehen, die zu ahnen beginnt, dass die leiblichen Eltern ihrer Tochter zu den unter der argentinischen Militärdiktatur zahlreichen „Verschwundenen“ gehören könnte. Die eindringliche psychologische Studie, die durch Puenzos konsequente Verbindung von Privatem und Politik von der Kritik als ein Stück filmische Trauerarbeit über ein Schicksal und eine Nation zugleich gefeiert wurde, brachte seiner Hauptdarstellerin gemeinsam mit Cher (Die Maske) den Darstellerpreis auf den Filmfestspielen von Cannes 1985 ein. Außerdem gewann Die offizielle Geschichte 1986 den Oscar und den Golden Globe als beste fremdsprachige Filmproduktion, während Aleandro, von der New York Times für ihre „feinsinnige“ und „strahlende“ Leistung hochgelobt, zudem mit dem italienischen David di Donatello, dem New York Film Critics Circle Award 1985 und ihren ersten von später drei Darstellerauszeichnungen der argentinischen Filmkritikervereinigung, dem Cóndor de Plata der Asociación de Críticos Cinematográficos de Argentina, bedacht wurde.

### Karriere in Hollywood und Rückkehr ins spanischsprachige Kino
Nach dem Erfolg von Die offizielle Geschichte gastierte Norma Aleandro 1985 mit dem Stück About Love and Other Stories About Love (Originaltitel: Sobre el Amor y Otras Cuentos) in New York. Die One-Woman-Show, mit der sie bereits in Südamerika auf Tournee gegangen war, brachte ihr für die Theatersaison 1985/1986 den US-amerikanischen Off-Broadway-Preis Obie ein. 1987 war sie am New Yorker Public Theater in Mario Vargas Llosas Senorita de Tacna zu sehen, in dem sie sowohl in die Rolle einer 90-Jährigen, als auch einer 19-Jährigen schlüpfte. Im selben Jahr gab Aleandro mit Luis Mandokis Gaby – Eine wahre Geschichte (1987) neben Liv Ullmann und Robert Loggia ihr Debüt im englischsprachigen Kino, der über das wahre Leben der zerebral gelähmten Mexikanerin Gabriela Brimmer (gespielt von Rachel Levin) berichtet, die trotz ihrer Behinderung zur Hochschulabsolventin und erfolgreichen Schriftstellerin avanciert. Der Part des aufopferungsvollen Kindermädchens Florencia brachte ihr großes Kritikerlob ein, und sie wurde 1987 für den Golden Globe und Oscar als beste Nebendarstellerin nominiert, wo sie jeweils gegenüber Olympia Dukakis (Mondsüchtig) das Nachsehen hatte.
Weitere Engagements im englischsprachigen Film und Fernsehen folgten in den kommenden Jahren mit Joel Schumachers Seitensprünge, Lou Antonios Eintritt zur Hölle (beide 1989) oder Marisa Silvers Crisis (1990). Zwar agierte Aleandro in diesen Produktionen neben aufstrebenden und altgedienten Stars wie Diane Lane, Lee Remick, Isabella Rossellini oder Sean Young, doch war sie ausnahmslos auf Nebenrollen abonniert, woraufhin sie sich nach Sérgio Toledos One Man’s War – Allein gegen die Junta (1991) mit Anthony Hopkins wieder dem spanischsprachigen Kino zuwandte. Seitdem agierte sie in so unterschiedlichen, preisgekrönten Rollen wie als alternde Jüdin auf Partnersuche oder pensionierte Lehrerin mit Schauspielambitionen in Eduardo Mignognas Filmen Sol de otoño (1996) und Cleopatra (2003), als an Alzheimer erkrankte Ehefrau und Großmutter in Juan José Campanellas Oscar-nominierter Tragikomödie Der Sohn der Braut (2002), als jüdische Familienmatriarchin in Dominic Hararis und Teresa Pelegris Alles was ich an euch liebe oder als launische und bankrotte argentinische Hauptstädterin aus der oberen Mittelschicht in Jorge Gaggeros Drama Cama adentro (beide 2004). 2009 folgte mit dem Part der Mrs. Van Euwen in James Ivorys The City of Your Final Destination nach 18 Jahren die Rückkehr ins englischsprachige Kino. Der Film handelt über einen US-amerikanischen Studenten (gespielt von Omar Metwally), der nach Südamerika reist, um für die Biografie eines lateinamerikanischen Schriftstellers zu recherchieren. In La suerte en tus manos – Das Glück in deinen Händen ihres Landsmanns Daniel Burman war sie 2012 zu sehen.
Norma Aleandro lebt in Buenos Aires und ist mit dem Psychiater Eduardo Le Poole verheiratet. Aus einer früheren Ehe mit dem 1985 verstorbenen Berufskollegen Oscar Ferrigno, mit dem sie unter anderem gemeinsam in der Seifenoper La casa de los Medina (1962) zu sehen gewesen war, ging der gemeinsame Sohn Oscar Ferrigno Jr. hervor. Dieser wurde ebenso wie seine Eltern Schauspieler und stand unter anderem neben Aleandro in dem Spielfilm Familia para armar (2011) vor der Kamera. 1996 wurde Aleandro zur Ehrenbürgerin ihrer Heimatstadt ernannt. Sie veröffentlichte mehrere literarische Werke, darunter den Einakter Los chicos quieren entrar (1989) und mit Puertos lejanos (2000) eine Sammlung von Gedichten und Kurzgeschichten. Außerdem zählt sie das Malen zu ihren Hobbys.

## Filmografie (Auswahl)
- 1952: La muerte en las calles
- 1962: El último piso (TV)
- 1962: Romeo y Julieta (TV)
- 1964: El amor tiene cara de mujer (TV)
- 1966: Cuatro mujeres para Adán (TV)
- 1967: Gente conmigo
- 1969: La Fiaca
- 1970: Der Erbstreit (Los herederos)
- 1971: Güemes – la tierra en armas

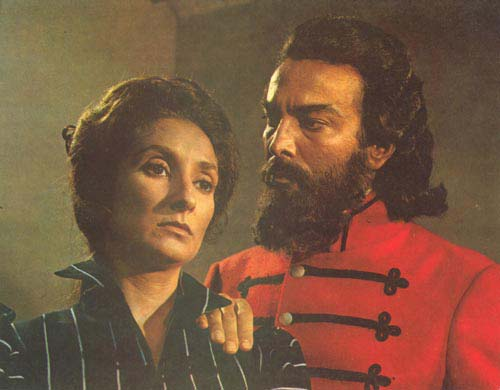
Güemes - la tierra en armas

- 1974: Der Waffenstillstand (La tregua)
- 1984: Die offizielle Geschichte (La historia oficial)
- 1987: Gaby – Eine wahre Geschichte (Gaby: A True Story)
- 1989: Seitensprünge (Cousins)
- 1989: Eintritt zur Hölle (Passport to Terror / Dark Holiday, TV)
- 1990: Crisis (Vital Signs)
- 1991: One Man’s War – Allein gegen die Junta (One Man's War, TV)
- 1996: Carlos Monzón, el segundo juicio
- 1996: Sol de otoño
- 1996: Corazón iluminado
- 1998: El faro
- 2000: Una noche con Sabrina Love
- 2001: La fuga
- 2001: Der Sohn der Braut (El hijo de la novia)
- 2003: Cleopatra
- 2004: Alles was ich an euch liebe (Seres queridos)
- 2004: Ay Juancito
- 2004: Cama adentro
- 2006: Pura sangre
- 2009: The City of Your Final Destination
- 2009: Música en espera
- 2009: Anita
- 2009: Andrés no quiere dormir la siesta
- 2009: Cuestión de principios
- 2009: Paco
- 2011: Familia para armar
- 2012: Lobo (Fernsehserie)
- 2012: La suerte en tus manos – Das Glück in deinen Händen (La suerte en tus manos)
- 2012–2014: En terapia (Fernsehserie)
- 2015: El espejo de los otros
- 2016: La valija de Benavídez
- 2016: Angelita la doctora
- 2016: Los ricos no piden permiso (Fernsehserie)
- 2016–2017: El Jardín de Bronce (Fernsehserie)

## Werke (Auswahl)
- 1985: Poemas y cuentos de Atenázor
- 1989: Los chicos quieren entrar
- 1991: Diario secreto
- 2000: Puertos lejanos
- 2002: De rigurosa etiqueta y otras obras

## Auszeichnungen (Auswahl)
- 1985: Darstellerpreis der Internationalen Filmfestspiele von Cannes für Die offizielle Geschichte
- 1985: New York Film Critics Circle Award für Die offizielle Geschichte (Kategorie: Beste Hauptdarstellerin)
- 1986: Obie Award für Sobre el amor (Beste Theaterdarstellerin des Jahres)
- 1986: Premio ACE für Die offizielle Geschichte (Beste Hauptdarstellerin – Kino)
- 1986: Cóndor de Plata der Asociación de Críticos Cinematográficos de Argentina für Die offizielle Geschichte (Beste Hauptdarstellerin)
- 1987: Italienischer David di Donatello für Die offizielle Geschichte (Beste ausländische Darstellerin)
- 1987: Premio Sant Jordi  für Die offizielle Geschichte (Beste ausländische Darstellerin)
- 1988: Golden-Globe-Nominierung für Gaby – Eine wahre Geschichte (Beste Nebendarstellerin)
- 1988: Oscar-Nominierung für Gaby – Eine wahre Geschichte (Beste Nebendarstellerin)
- 1996: Darstellerpreis des Havana Film Festival für Sol de otoño
- 1996: Darstellerpreis des Internationalen Filmfestivals San Sebastián für Sol de otoño
- 1996: Premio ACE de Oro für Master class (Beste Theaterfigur des Jahres)
- 1997: Cóndor de Plata für Sol de otoño (Beste Hauptdarstellerin)
- 2001: Premio Konex de Brillante (Beste Theaterdarstellerin des Jahrzehnts)
- 2002: Cóndor de Plata für Der Sohn der Braut (Beste Nebendarstellerin)
- 2002: Nominierung für den Premio del Círculo de Escritores Cinematográficos für Der Sohn der Braut (Beste Nebendarstellerin)
- 2004: Nominierung für den Cóndor de Plata für Cleopatra (Beste Hauptdarstellerin)
- 2006: Premio ACE für Cama adentro (Beste Charakterdarstellerin – Kino)
- 2006: Nominierung für den Cóndor de Plata für Cama adentro (Beste Hauptdarstellerin)
- 2009: Nominierung für den Preis der argentinischen Filmakademie für Anita (Beste Nebendarstellerin)
- 2009: Premios ACE für Agosto (Beste Theaterdarstellerin des Jahres)
- 2010: Nominierung für den Cóndor de Plata für Anita (Beste Nebendarstellerin)